# Estádio Municipal da Guarda
O Estádio Municipal da Guarda é um estádio de futebol da cidade da Guarda. Pode albergar cerca de 4 000 espectadores sentados, para além da relva natural, iluminação artificial e pista de atletismo, inaugurada em 1996.
Foi a casa da antiga Associação Desportiva da Guarda, extinta em 2001, e atualmente é a casa de outros três clubes que lhe sucederam no tempo o Guarda Desportiva FC, o Guarda Unida SC e por último o Guarda FC.[carece de fontes?]

Em 2015, o estádio passou por uma pequena requalificação que envolveu o tratamento adequado de recuperação do relvado.